# Alvesta (Gemeinde)
Koordinaten: 56° 54′ N, 14° 33′ O

Alvesta ist eine Gemeinde (schwedisch kommun) in der schwedischen Provinz Kronobergs län und der historischen Provinz Småland. Der Hauptort der Gemeinde ist Alvesta.
Durch die Gemeinde führen die Eisenbahnlinien Stockholm—Malmö und Göteborg—Växjö—Kalmar, die einander im Hauptort kreuzen, sowie die Reichsstraßen 23 und 25.

## Geographie
Die Gemeinde liegt im Südschwedischen Hochland und erstreckt sich von Norden nach Süden entlang des Seensystems Stråken–Salen–Åsnen, die durch Nebenflüsse des Flusses Mörrumsån miteinander verbunden sind. Etwa 70 % des Gemeindegebietes sind von Wald bedeckt, im Norden vorherrschend Nadelwald, im Süden vor allem Mischwald.

## Wirtschaft
Die gute Verkehrslage hat die industrielle Entwicklung der Gemeinde begünstigt. Holzverarbeitende Industrie und Maschinenindustrie sind die größten Industriezweige in der Gemeinde. Industrieorte mit größeren Betrieben sind Moheda und Vislanda.

## Orte
Diese Orte sind größere Ortschaften (tätorter):
- Alvesta
- Grimslöv
- Hjortsberga
- Moheda
- Torpsbruk
- Vislanda

## Partnerschaften
- Helsinge (Dänemark)
- Krasnystaw (Polen, seit 1997)
- Lengede (Deutschland)